# Democratic Alliance for the Betterment and Progress of Hong Kong
Die Democratic Alliance for the Betterment and Progress of Hong Kong, kurz DAB (chinesisch 民主建港協進聯盟 / 民主建港协进联盟 – „etwa: Demokratische Allianz für die Verbesserung und den Fortschritt von Hongkong“, kurz 民建聯 / 民建联) ist eine pro-chinesische politische Partei in der Sonderverwaltungszone Hongkong mit konservativer Ausrichtung. Mit 13 Sitzen im Legislative Council und 118 Sitzen in den District Councils ist die DAB die größte Partei auf beiden politischen Ebenen.

## Position
Die DAB unterstützt die Zentralregierung Chinas, setzt sich aber auch für die lokalen Interessen Hongkongs ein. Sie betont das Prinzip „Ein Land, zwei Systeme“, welches die Zugehörigkeit Hongkongs zur kommunistischen Volksrepublik China auf der einen Seite und das liberaldemokratische System Hongkongs vereint. Das Voranbringen demokratischer Reformen in Hongkong ist der Partei weniger wichtig als die Sicherstellung von Stabilität und Wohlstand. Die Partei hat sich selbst als rational und pragmatisch beschrieben. Sie möchte die Meinung der Bevölkerung Hongkongs widerspiegeln und unterstützt Menschen, die sich politisch engagieren möchten. Durch ihren Einsatz für wohlfahrtsstaatliche Projekte wie die bessere Unterstützung des Bildungssystems, der Wohnungspolitik und der Bekämpfung von Arbeitslosigkeit hat die Partei eine gewisse Beliebtheit in der Bevölkerung erreicht.
Insgesamt steht die Partei für eine gute Zusammenarbeit mit der Volksrepublik China und chinesischen Nationalismus, indem „Ein Land“ vor allem auch bedeutet, dass die Bevölkerung Hongkongs Patriotismus für China empfinden soll, obwohl das System Hongkongs von dem kommunistischen System abweicht. Auf Grundlage dieser Überzeugung möchte die Partei Menschen in einem breiten politischen Spektrum ansprechen; sie hat sich durch die Fusion mit der Hong Kong Progressive Alliance aber zu einer eher bürgerlichen Partei entwickelt. Gesellschaftlich positioniert sich die Partei sozialkonservativ und teils wertkonservativ. Ihr sind traditionelle Familienwerte und Abstand zu progressiver Gesellschaftspolitik, zum Beispiel die Öffnung der Ehe für Paare gleichen Geschlechts, von Bedeutung. Die Partei unterstützt im Allgemeinen die Politik der Regierung Hongkongs und stellt selbst drei Regierungsmitglieder in der aktuellen Regierung.

## Geschichte
Die Partei wurde 1992 von 56 Politikern gegründet, die die Politik der Volksrepublik China unterstützten und politisch auf demselben, links orientierten Kurs wie die Kommunistische Partei Chinas waren. Kurz nach der Etablierung der Sonderverwaltungszone Hongkong als Folge der Abtretung des Gebiets vom Vereinigten Königreich an China gewann die Partei an Einfluss in Hongkong. Die DAB stieg zu einer der drei bedeutendsten Parteien neben der Democratic Party, ein Teil des Pro-Demokratie-Lagers, und der ebenfalls pro-chinesischen Liberal Party auf.
Im Jahr 2003 unterstützte die Partei den Vorschlag der Regierung von Hongkong, den Artikel 23 des Grundgesetzes von Hongkong umzusetzen, welcher den Widerstand gegen die Zentralregierung einschränkt und die Grundlage für Maßnahmen gegen eine mögliche Sezession Hongkongs schafft. Bei den Wahlen der District Councils 2003 musste sie eine schwere Niederlage hinnehmen. Bei den Wahlen zum Legislative Council 2004 gelang es der DAB allerdings, die Democratic Party als größte Partei im Parlament abzulösen. Im Jahr 2005 ging die Hong Kong Progressive Alliance, die sowohl pro-chinesisch als auch wirtschaftsliberal eingestellt war, in der DAB auf.
Ihren Höhepunkt erreichte die Partei bei den Wahlen zum Legislative Council 2008 und 2012 und den Wahlen zu den District Councils 2007 und 2011, wo sie die bisher besten Wahlergebnisse erreichte. Bei der letzten Wahl zum Legislative Council 2016 und den Wahlen zu den District Councils 2015 musste sie allerdings leichte Verluste hinnehmen und verlor einen Sitz im Legislative Council. Durch den knappen Sieg bei der Nachwahl im Wahlkreis Kowloon West des Legislative Council im März 2018 konnte die DAB ihre Sitzanzahl im Legislative Council allerdings wieder von 12 auf 13 erhöhen, wie sie nach den Wahlen 2008 und 2012 gewesen ist.
Bei den Kommunalwahlen in Hongkong 2019 musste die DAB existenzielle Verluste hinnehmen. Während vier Jahre zuvor noch 119 der 431 Sitze in den District Councils gewonnen wurden, fiel die Anzahl der Sitze der Partei 2019 auf nur noch 21 von 458 Sitzen. Die DAB trat dabei in den meisten Wahlkreisen an und konnte so mit 16,78 % der Gesamtstimmen zwar insgesamt stärkste Kraft werden, durch das reine Mehrheitswahlsystem bedeutet dies aber nicht die meisten Sitze, da die Partei trotzdem in den meisten Wahlkreisen pro-demokratischen Kandidaten unterlag und somit leer ausging.

## Parteiinterne Strömungen
Innerhalb der Partei gibt es verschiedene Strömungen, was in der Tatsache begründet liegt, dass die DAB die größte Partei Hongkongs ist. Grob einteilen lassen sich die unterschiedlichen Ausrichtungen folgendermaßen:
- Der wirtschaftsliberale Flügel mit Geschäftsleuten steht vor allem in der Nachfolge der Hong Kong Progressive Alliance.
- Aus dem ländlichen Bereich stammende Mitglieder vertreten die Interessen der traditionellen Einwohner der New Territories.
- Mitglieder aus der Hong Kong Federation of Education Workers vertreten die Interessen der zweitgrößten Gewerkschaft der Lehrkräfte in der Partei.
- Zwar sind einige Mitglieder der Hong Kong Federation of Trade Unions auch direkt für die Gewerkschaft Abgeordnete, einige Mitglieder und ehemalige Mitglieder organisieren sich aber auch in der DAB.

## Kontroversen

### Äußerungen zum Tian’anmen-Massaker
Am 15. Mai 2007 provozierte der damalige Parteivorsitzende Ma Lik mit seiner Äußerung, es hätte kein Massaker während der Proteste auf dem Tian’anmen-Platz im Jahr 1989 gegeben. Es hätte keine vorsätzlichen und wahllosen Schüsse gegeben und der Glaube an die von Ausländern voreilig aufgestellten Behauptungen, es hätte ein Massaker stattgefunden, zeige die fehlende Reife in der Gesellschaft Hongkongs. Aus diesem Grund, dem der Mangel an Patriotismus und nationaler Identität (mit der Volksrepublik China) zugrunde liegt, beweise, dass Hongkong so nicht bis 2022 bereit für die Demokratie sein wird.
Der stellvertretende Parteivorsitzende Tam Yiu-chung verteidigte Ma, stellte allerdings den Zeitpunkt der Äußerung in Frage und fügte an, dass die Gesellschaft es allmählich verstehen wird. Der stellvertretende Parteivorsitzende Lau Kong-wah bot allerdings sofort eine Entschuldigung an und distanzierte die Partei von der Äußerung Mas. Der Parteivorsitzende hätte eine persönliche Meinung ausgedrückt. Das Zentralkomitee der DAB lehnte ein weiteres Vorgehen gegen den Parteivorsitzenden ab und es gab keine offizielle Entschuldigung für die Äußerung.
Die Äußerung zeigt, dass die Partei zwar eine gewisse Distanz zur Volksrepublik China wahren will und sich demokratisch geben möchte, die Politiker in den Spitzenpositionen trotzdem die Politik Chinas grundsätzlich unterstützen und chinesischen Patriotismus vertreten müssen.

### Unregelmäßigkeitsvorwürfe
Der Partei wurde in der Vergangenheit insbesondere von pro-demokratischen Medien und Politikern vorgeworfen, dass sie gewissen Personen Vorteile bietet und sie damit besticht. Das Ziel ist die Steigerung der Unterstützung für die DAB. Es sollen schon von der Partei organisierte Ausflüge zu den umliegenden Inseln der Sonderverwaltungszone und Meeresfrüchte-Essen zu Preisen deutlich unterhalb des Marktpreises gegeben haben, um die teilnehmenden Personen auf die Seite der Partei zu bringen. Es stehen zwar diese und ähnliche Behauptungen der Korruption und Bestechung im Raum, die in dem Zusammenhang bekannten Praktiken sind in Hongkong allerdings nicht strafbar.

## Bisherige Parteivorsitzende

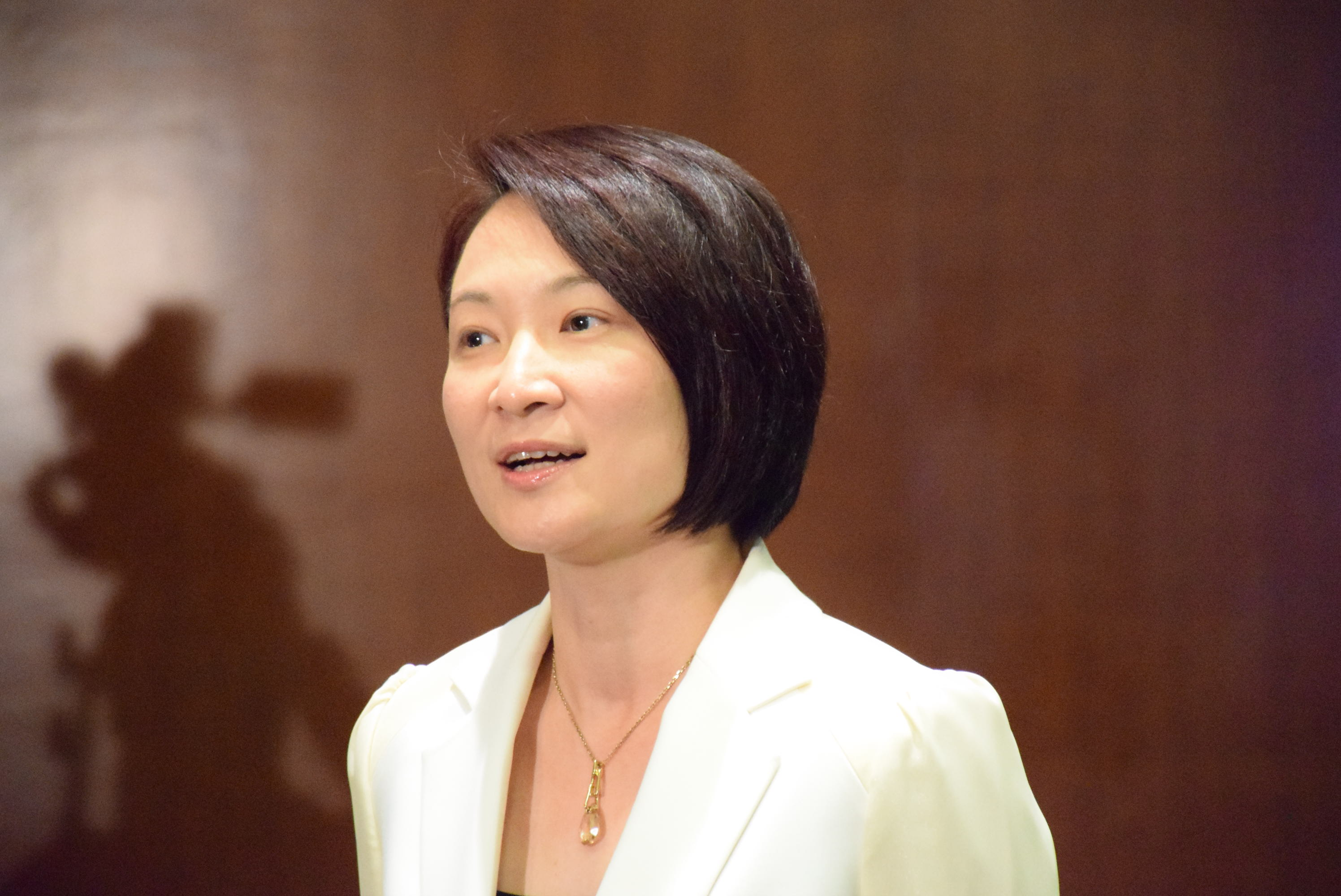
Starry Lee 李慧琼 – seit 2015 DAB-Parteivorsitzende

Die aktuelle Parteivorsitzende Starry Lee ist die bisher vierte Parteivorsitzende:
- Tsang Yok-sing: 10. Juli 1992 bis 3. Dezember 2003
- Ma Lik: 9. Dezember 2003 bis 8. August 2007
- Tam Yiu-chung: 28. August 2007 bis 17. April 2015
- Starry Lee: seit dem 17. April 2015

Anmerkung: Tam Yiu-chung war vom 28. August 2007 bis zum 3. September 2007 Parteivorsitzender ad interim.

## Repräsentanten in Parlamenten und Gremien

### Executive Council
Im Executive Council, der Regierung Hongkongs, hat die Partei aktuell drei Mitglieder. Unter Chief Executive Carrie Lam sind derzeit folgende Parteimitglieder Teil der Regierung:
- Lau Kong-wah (Innenminister Hongkongs)
- Ip Kwok-him
- Horace Cheung

### Legislative Council
Seit der Nachwahl im Wahlkreis Kowloon West hat die Partei drei Abgeordnete im Legislative Council of Hong Kong. Acht Abgeordnete wurden in den geographischen Wahlkreisen gewählt, während fünf Abgeordnete von Delegierten in functional constituencies (deutsch funktionale Wahlkreise) gewählt wurden, die bestimmte Berufsgruppen vertreten.

#### Ausgang der Wahl 2016
Bei der letzten Wahl zum Legislative Council 2016 bekamen alle Kandidaten der DAB zusammen 361.617 Stimmen, was einem Anteil von 16,68 Prozent entspricht. Das war das prozentual schlechteste Wahlergebnis seit der ersten Wahl zum Legislative Council 1995. Noch bei der letzten Wahl 2012 erreichte die Partei 20,22 Prozent. Auch die Sitzanzahl fiel von 13 auf 12 ab. Von diesen Sitzen erhielt die Partei sieben Sitze in geografischen Wahlkreisen und fünf Sitze in Berufsgruppen repräsentierenden Wahlkreisen. Trotz der Wahlniederlage für die Partei blieb die DAB stärkste politische Kraft bei der Wahl.

### Nationaler Volkskongress
Im Nationalen Volkskongress der Volksrepublik China hat die DAB derzeit fünf Sitze inne. Insgesamt sind für Hongkong 36 Sitze im nationalen Parlament vorgesehen, die durch ein Wahlkomitee bestimmt und nicht in einer Direktwahl gewählt werden. Auch von den im Nationalen Volkskongress vertretenden Parteien aus Hongkong ist die DAB die Partei mit den meisten Abgeordneten. Tam Yiu-chung von der DAB ist Mitglied im Ständigen Ausschuss des Nationalen Volkskongresses für Hongkong. Chan Yung, Choy So-yuk, Ip Kwok-him und Wong Ting-chung sind weitere Abgeordnete der Partei im Nationalen Volkskongress.

### Politische Konsultativkonferenz des chinesischen Volkes
In der Politischen Konsultativkonferenz des chinesischen Volkes hat Hongkong insgesamt 124 Mitglieder. Davon sind 16 Mitglieder Mitglied in der DAB.